# Wanna Be A Dreammaker
《wanna Be A Dreammaker》是日本樂團globe的第13張單曲。1998年9月2日發行。

## 簡介
是globe1998年9月—10月秋季單曲四連發的第一彈，發行首週獲得Oricon公信榜單曲週榜冠軍，年度銷量50萬張，是1998年度日本單曲銷量第47位。
獲得第40回日本唱片大賞，連續4年由小室哲哉監督的歌曲奪得大賞。不過《wanna Be A Dreammaker》並不算熱賣，在歷年的大賞獲獎歌曲中，年榜排名偏低；而且也並非globe最經典的作品，因而引起了部分爭議。
globe被邀請上年度的第49回NHK紅白歌合戰上演唱這首歌。

## 收錄曲目
1. wanna Be A Dreammaker (Straight Run)
Written by MARC & TK　　Composed & Arranged by TETSUYA KOMURO
NISSEKI「Ena Card」的廣告歌
2. wanna Be A Dreammaker (Sigmund Freud Mix)
3. wanna Be A Dreammaker (Instrumental)